# فرضية التحول الإباضي
فرضية التحول الإباضي هي النظرية القائلة بأن النساء يعانين من التغيرات التكيفية التطورية في الأفكار والسلوكيات اللاشعورية المرتبطة بدورة التبويض. يقترح أن التغيرات الهرمونية عبر الدورة تجعل النساء- عندما يحتمل أن يصبحن حوامل- أكثر انجذابًا للشركاء الجنسيين الذكور على المدى القصير الذين يشيرون إلى جودة وراثية عالية، مما يؤدي إلى مزيد من النجاح في الإنجاب. بعض من هذه السمات المقترحة هي السمات الفيزيائية مثل التماثل والذكورة، في حين أن البعض الآخر هو السمات الشخصية مثل الهيمنة والإبداع، والبعض الآخر هي السمات الجينية مثل الملامح الجينية المعقدة. تقترح النظرية أيضًا أن سلوك المرأة قد يتغير خلال الفترة الأكثر خصوبة في دورة التبويض. في حالة الخصوبة العالية، قد تواجه النساء رغبة جنسية متزايدة، ويستهلكن سعرات حرارية أقل،  وأكثر نشاطًا بدنيًا، وتتجنبن المواقف الخطرة، ويتجنبن الأقارب الذكور، ويفضلن اللباس الأكثر اثارة، ويصبحن أكثر قدرة على المنافسة مع النساء الأخريات، ويغازلن الرجال بشكل متكرر أكثر، ويشعرن برضا أقل عن شريكهم الرومانسي الحالي. تعتمد النظرية على مبادئ علم النفس التطوري وقد بحثها العلماء على نطاق واسع في مجالات علم النفس والأنثروبولوجيا البيولوجية وعلم الأحياء التطوري.
أظهرت الأبحاث ذات الصلة أن الرجال والنساء على حد سواء قد يكونوا قادرين على اكتشاف اللاوعي عندما تكون المرأة في المرحلة الأكثر خصوبة من دورة التبويض. غالبًا ما يتم تصنيف النساء في المرحلة الخصبة على أنهن أكثر جاذبية جسديًا ورائحتهن أكثر جاذبية ولديهن أصوات أعلى درجة. يميل الرجال في العلاقات إلى أن يشعروا بالغيرة أكثر من الرجال الآخرين ويحمون شريكتهم عندما تكون في حالة خصوبة عالية. بالإضافة إلى ذلك، لاحظ الراقصون أنهم تلقوا المزيد من البقشيش أثناء المرحلة الخصبة من دورتهم.
بما أنه من المتوقع أن التبويض يحدث بسبب التغيرات في الهرمونات الجنسية خلال الدورة الشهرية، فقد تتأثر باستخدام وسائل منع الحمل الهرمونية. غالبًا ما تشير الدراسات إلى أن النساء اللائي يستخدمن تحديد النسل الهرموني يتعرضن لتحولات إباضية في الأفكار والسلوك أضعف أو غير موجودة.

## خلفية

### الشبق في البشر

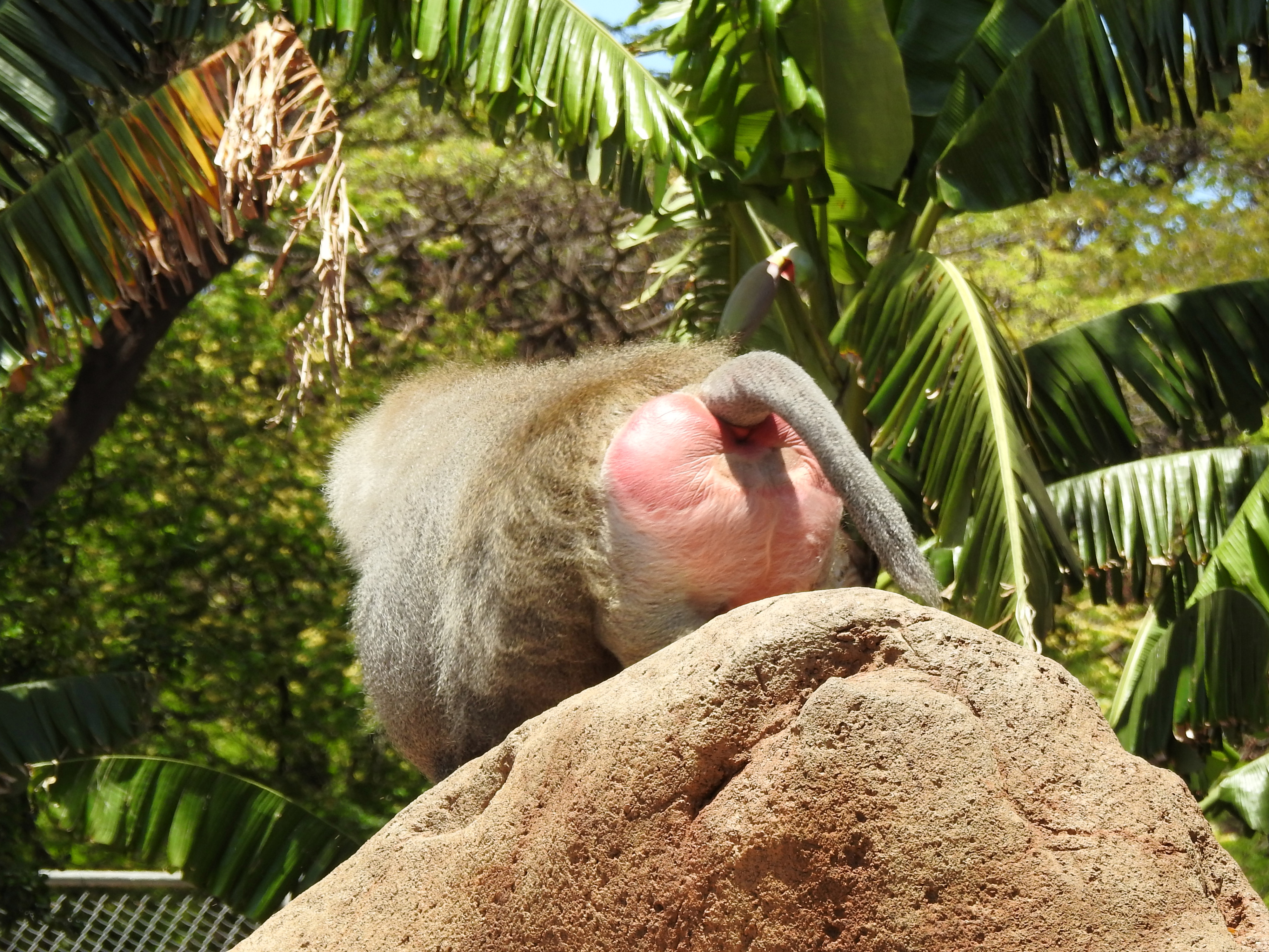
قرود البابون الإناث والعديد من الرئيسات الأخرى تعرض للانتفاخات الجنسية التي تعلن عن خصوبتها. لا يُظهر البشر أي إشارات جسدية واضحة للخصوبة، لكن قد لا يزالون يعانون من حالة مماثلة خفية.

تمر معظم الثدييات بدورات الخصوبة الإنجابية. تتكون عادةً من فترة طويلة من الخصوبة المنخفضة، وفترة وجيزة من الخصوبة العالية قبل الإباضة مباشرة، وهذا ما يسمى دورة التبويض، أو الدورة الشهرية. وتسمى فترة الخصوبة العالية أيضًا النافذة الخصبة، وهي المرة الوحيدة خلال الدورة التي يمكن أن يؤدي فيها الجنس إلى الحمل.
تعرض إناث معظم أنواع الثدييات إشارات جسدية وسلوكية مستحثة هرمونيًا لخصوبتها خلال النافذة الخصبة، مثل التورمات الجنسية وزيادة الحافز على التزاوج أثناء الشبق. بعض الأنواع لا تمارس أو لا تستطيع ممارسة الجنس على الإطلاق خارج هذه النافذة. وغالبا ما يشار إلى هذه المرحلة من التقبل الجنسي والشبق بأنها «في الحرارة».
ومع ذلك، تمارس الإناث الجنس طوال دورات الإباضة، وحتى بعد سنوات الإنجاب. بالإضافة إلى ذلك، فإنها لا تظهر إشارات جسدية واضحة لخصوبة عالية. وقد دفع هذا العديد من الباحثين إلى استنتاج أن البشر فقدوا شبقهم خلال التطور. لقد تم الافتراض بأن هذا قد يكون بسبب الفوائد التكيفية للإباضة المخفية والنشاط الجنسي المستمر.
ومع ذلك، فقد أظهرت الأبحاث أن الإناث من البشر قد يواجهن في الواقع تغيرات فيزيولوجية وسلوكية وإدراكية خفية ولكنها متمايزة خلال مرحلة الخصوبة العالية في دورة الإباضة،  وأن الرجال والنساء على حد سواء يمكنهم اكتشاف الإشارات التي تشير إلى ارتفاع الخصوبة لدى المرأة، والتي قد تشير إلى أن البشر قد احتفظوا بحالة تشبه الشبق.

### تطور تحولات دورة التبويض
تطور الشبق لتسهيل التكاثر وزيادة النجاح التناسلي، أو نجاح نقل الجينات من خلال إنتاج ذرية من المرجح أن تعيش وتتكاثر. تقترح فرضية التحول الإباضي أن الدافع والرغبة في التزاوج يجب أن يزدادا خلال النافذة الخصبة، وأن الإناث يجب أن يبحثن ويجلبن أفضل رفيق ممكن في أعلى معدلات الخصوبة. يمكن أن يكون لدى الرفيق المثالي العديد من الصفات: الموارد اللازمة لرعاية النسل، والقدرة البدنية والوضع الاجتماعي لحماية رفيقه وذريته، وشخصية متوافقة لزواج طويل الأجل، وما إلى ذلك. تشير النظرية التطورية ونظرية الانتقاء الجنسي إلى أن الكائن الحي يجب أن تكون أولويته القصوى هي زيادة البقاء على قيد الحياة والنجاح الإنجابي. وهكذا، فإن فرضية التحول الإباضي تقترح أن المرأة تمتلك نشاطًا جنسيًا مزدوجًا، حيث يجب على المرأة أثناء النافذة الخصبة إعطاء الأولوية لجذب واختيار رفيق لها يكون أفضل نوعية وراثية، أو يحمل جينات جيدة، لأن هذه هي المرة الوحيدة التي يمكن أن تصبح فيها حامل وتنقل الصفات الوراثية الوراثية لنسلها. ومع ذلك، في حالة الخصوبة المنخفضة، يجب على المرأة إعطاء الأولوية لرفيق له سمات الأبوة والأمومة الجيدة، مثل الاستعداد والقدرة على الاستثمار في الأبوة والأمومة، والموارد التي تكرسها للنسل، والتوافق للشراكة طويلة الأجل. يشار أحيانًا إلى هذه السمات المختلفة باسم «الوغد المثير» مقابل «الأب الجيد».
كما تم الافتراض بأن تفضيلات فترة الخصوبة العالية يجب أن تكون الأقوى عند تقييم شريك جنسي قصير الأجل، ولكن تفضيلات فترة انخفاض الخصوبة يجب أن تكون الأقوى عند تقييم شريك علاقة طويلة الأمد. يمكن للمرأة الحصول على فوائد الجينات الجيدة من خلال لقاء جنسي واحد فقط، وخصائص ’’الأب الجيد‘‘ ذات صلة فقط برابطة زوجية طويلة الأجل.
اقترح بعض الباحثين أنه بمرور الوقت التطوري، ربما تكون النساء قد حققن أقصى قدر من النجاح الإنجابي من خلال البحث عن جينات جيدة من التزاوج خارج الزواج في فترة الخصوبة العالية، مع الحفاظ أيضًا على رابطة زوجية طويلة الأجل مع شريك يوفر الأبوة والأمومة. يتميز الشريك الأمثل بالطبع بكل من صفات الوغد المثير وسمات الأب الجيد، لكن من غير المرجح أن يكون هذا الرجل شائعًا من الناحية الإحصائية. وهكذا، قد يكون الانتقاء الطبيعي قد صمم نساء الأجداد ليكونون انتهازيين. وبذلك يمكن أن تحصل المرأة على فوائد الوراثة عالية الجودة والأبوة والأمومة عالية الجودة لمنح نسلها أفضل فرصة للبقاء.

### الآليات

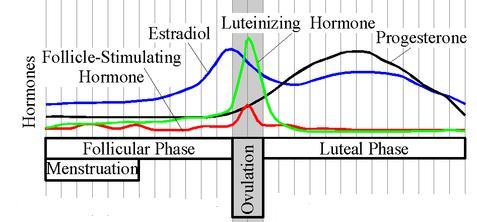
التغيرات الهرمونية عبر دورة التبويض. يفترض الباحثون أن التغييرات في استراديول (الأزرق) والبروجستيرون (أسود) تحرك في المقام الأول التغييرات في الأفكار والسلوكيات المرتبطة التزاوج.

من المفترض أن تنظيم دورة التبويض عن طريق هرمونات الجنس، وخاصة الاستراديول والبروجستيرون، والتي تصبح مرتفعة في أوقات مختلفة عبر الدورة. على وجه الخصوص، ثبت أن المستويات العالية من الاستراديول والمستويات المنخفضة من هرمون البروجسترون تبلغ ذروتها في فترة الخصوبة العالية قبل الإباضة، وهي مرتبطة ببعض التغييرات النفسية المرتبطة بالتزاوج. ومع ذلك؛ فقد وجدت بعض الدراسات ارتباطات مع التغيرات في الاستراديول. من الثابت أن الاستراديول يمكن أن يعمل في الدماغ لإنتاج تغييرات نفسية وسلوكية أخرى،  وتميل الدراسات الحيوانية إلى إظهار وجود صلة بين السلوك الجنسي وتركيزات هرمون الاستروجين. وقد تم دراسة هرمونات أخرى مثل هرمون التستوستيرون، وهرمون محفز الحويصلات (FSH)، والهرمون منشط للجسم الأصفر (LH)، والبرولاكتين على أنهم ممكن أن يكونوا مرتبطين بالسلوك الجنسي، لكن معظمها لم ينتج عنها تأثير يذكر.

## التغييرات في الإدراك والسلوك عبر دورة التبويض
أظهرت العديد من الدراسات تحولات دورة التبويض في الدوافع، والتفضيلات، والأفكار، والسلوكيات. تقترح فرضية التحول الإباضي أن هذه التحولات مصممة من خلال الانتقاء الطبيعي كتكييفات تطورية لاختيار وجذب أنواع معينة من الأقران ذات الجودة الوراثية العالية عندما تكون المرأة أكثر عرضة للحمل.

### الرغبة الجنسية
تكشفت بعض الدراسات المبكرة عن التحولات الإباضية للإنسان ما إذا كانت النساء ينخرطن في المزيد من حالات النشاط الجنسي خلال فترة الخصوبة العالية، لأن هذا قد يشير إلى حالة شبيهة بالشبق البشري. على الرغم من أن بعض الدراسات قد وجدت زيادات في تواتر النشاط الجنسي في الخصوبة العالية،  توصلت دراسات أكبر إلى أنه لا يوجد عمومًا اختلاف في تواتر النشاط الجنسي عبر دورة التبويض،  ربما بسبب العديد من العوامل التي تؤثر على القدرة على ممارسة الجنس (على سبيل المثال، الوصول إلى شريك، رغبة الشريك، وقت المشاركة، إلخ).
تحري الباحثون فيما بعد ما إذا كانت الرغبة الجنسية، بدلاً من تواتر النشاط الجنسي، تتغير عبر دورة التبويض، لأن هذا لن يتأثر بالحواجز العملية التي تحول دون ممارسة الجنس. أظهرت العديد من الدراسات في هذا المجال أن رغبة النساء الجنسية وسلوكياتهن الجنسية في العادة تزداد خلال النافذة الخصبة،  على الرغم من أن النتائج كانت مختلطة.

#### رضا العلاقة
بحسب الفرضية القائلة بأن المرأة قد تبحث عن جينات عالية الجودة من شركاء خارجين على المدى القصير يتمتعون بخصوبة عالية، أظهرت العديد من الدراسات أن النساء في المرحلة الخصبة ينجذبن إلى ممارسة الجنس بشكل أكثر تكرارا مع الرجال الذين يمارسون الجنس بشكل أكثر تواترا، ليس شريكهم. في الواقع، غالبًا ما تعلن النساء أن الجاذبية لشريكهم الحالي لا تزداد خلال النافذة الخصبة، ولكن قد ينخفض رضا العلاقة فعليًا. وجدت الدراسات أن هذا التأثير قوي بشكل خاص عندما لا ترى النساء أن شريكهن الحالي جذاب جنسيًا للغاية. تميل النساء في العلاقات إلى أن يكونوا أكثر حزما واستقلالية خلال المرحلة الخصبة. بالإضافة إلى ذلك، أظهر الباحثون أن النساء ذوات الخصوبة المنخفضة يميلون إلى ممارسة الجنس مع شريكهن الأساسي بشكل أكثر تواترا، بما يتفق مع فكرة أن النساء يسعين لعلاقة طويلة المدى عندما لا يحتمل أن يصبحن حوامل.

#### الانجذاب
في حين أن النساء في العلاقات قد يتعرضن لارتياح في العلاقة وزيادة في الانجذاب لشركاء خارج الزواج أثناء الخصوبة العالية، فقد أظهرت الدراسات أن النساء العازبات في الخصوبة العالية ينخرطن أيضًا في سلوك أكثر تقبلاً لتقدم الرجال. تنجذب النساء أيضًا بشكل انتقائي الرجال الموصوفين بـ «وغد جنسي» الذين يعرضون مؤشرات الجينات الجيدة، خاصة عند اعتبارهم شركاء جنسيين على المدى القصير. على الرغم من أن اهتمام النساء بالرجال الجذابين يزيد في فترة الخصوبة العالية، إلا أنه لا يبقي هؤلاء الرجال في ذاكرتهن، بما يتمشى مع فرضية أن النساء لن يهتمّن بهم فقط كشركاء على المدى القصير ولن يحتاجن إلى تذكرهن بعد انتهاء الإباضة.

### الانجذاب وتفضيل الرفيق
تقترح فرضية التحول الإباضي أن النساء ذوات الخصوبة العالية ينجذبن إلى شركاء جنسيين على المدى القصير يتمتعون بسمات جسدية وسلوكية تشير على الأرجح إلى اللياقة الجينية أو إلى جينات جيدة.

#### التماثل

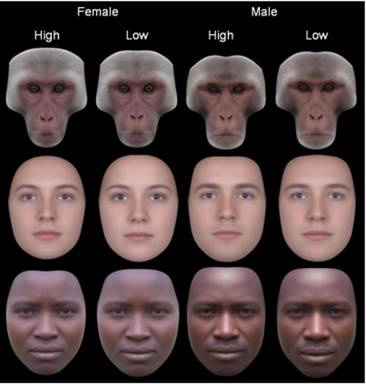
تجد الإناث من البشر والقرود الأخرى أن الوجوه ذات المستويات العالية من التناسق والذكورة أكثر جاذبية، خاصة عند الخصوبة العالية.

قد يشير وجود خصائص متناظرة إلى أن الفرد يمتلك جينات عالية الجودة مرتبطة بالصحة، وأنها تطورت في بيئة مستقرة مع القليل من الأمراض أو الصدمات. لقد وجدت الدراسات أن النساء يصنفن وجوه الرجال الأكثر تناسقًا على أنهم أكثر جاذبية أثناء الخصوبة العالية، خاصة عند تقييمهم كشركاء على المدى القصير. وقد ثبت أيضًا أن النساء ذوات الخصوبة العالية ينجذبن أكثر إلى الروائح الجسدية للرجال الذين يتميزون بتناسق الوجه والجسم. على الرغم من أن العديد من الدراسات والتحليل التلوي قد أظهروا أن التحولات المعدلة للخصوبة في جذب التماثل إلى الوجه والجسم تحدث بقوة، خلصت مراجعات أخرى إلى أن التأثير صغير أو غير موجود.

#### الذكورة
في العديد من الأنواع، يكون الذكور الأكثر ذكورية والمهيمنة أكثر نجاحًا تناسليًا. يتم إنتاج سمات الذكورة خلال فترة البلوغ بزيادة كميات هرمون التستوستيرون. التستوستيرون هو مثبط للمناعة معروف، وبالتالي فإن السمات التي تعكس مستويات عالية من هرمون التستوستيرون قد تشير إلى أن الرجل يمتلك جينات عالية الجودة والتي سمحت له بتطوير ملامح ذكورية دون أن يتعرض لأي آثار ضارة بمستويات هرمون التستوستيرون العالية. تشمل السمات الذكورية ميزات الوجه مثل الفك القوي،  وميزات جسدية مثل الطول والعضلات وشعر الجسم،  وميزات صوتية مثل صوت أعمق. في حين أظهرت العديد من الدراسات أن المرأة تميل إلى الانجذاب إلى المزيد من الخصائص الذكورية ذات الخصوبة العالية، كانت النتائج مختلطة، وخلص تحليلان إلى أن التأثير ليس قوياً.

#### الهيمنة
تفضل العديد من الرئيسات التزاوج مع الذكور المهيمنة أو رفيعة المستوى ذات الخصوبة العالية، حيث أن هؤلاء الشركاء يمكنهم منح فوائد جينية ومادية واجتماعية. وقد وجدت بعض الدراسات أن النساء ذوات الخصوبة العالية ينجذبون أكثر إلى شركاء جنسيين ذكور على المدى القصير يتمتعون بسمات سلوكية ذكورية مثل الهيمنة والعدوان والثقة، وأولئك الأكثر قدرة على المنافسة بشكل مباشر مع الرجال الآخرين. وجدت إحدى الدراسات أن نساء المرحلة الخصبة يجدن رائحة الرجال المهيمنة أكثر جاذبية.

#### الابداع
اقترح تشارلز داروين أولاً أن الموسيقى قد تكون أداة للاختيار الجنسي، تمامًا مثل ريش الطاووس الذكوري، الذي يعمل على جذب الأنثى. وبالمثل، قد يستخدم البشر أشكال التعبير الفني كعرض للصفات الجينية الجيدة مثل الإبداع والذكاء. تحقيقاً لهذه الغاية، وجدت إحدى الدراسات أن النساء ذوات الخصوبة المرتفعة يفضلن شركاء على المدى القصير بوصفهن فنانين مبدعين على من وصفن بأنهم رجال أعمال أثرياء، على الرغم من حقيقة أن الرجال الأثرياء سيكونون لديهم المزيد من الموارد لرعاية النسل.

### الملابس والاستمالة
تقترح فرضية التحول الإباضي أن سلوك المرأة خلال المرحلة الخصبة يجب أن يعكس أيضًا تكيفات تطورية للنجاح الإنجابي، وذلك أساسًا من خلال محاولة جذب الشريك على المدى القصير من النوعية الوراثية العالية. وجدت إحدى طرق هذا البحث أن النساء يميلون إلى ارتداء الملابس التي يُنظر إليها على أنها أكثر موضة أو مثيرة في فترة الخصوبة العالية. تقضي النساء في المرحلة الخصبة أيضًا وقتًا أكبر للاهتمام بمظهرهن ويميلن إلى ارتداء إكسسوارات مثل المجوهرات أو المكياج أو قصات الشعر التي يُنظر إليها على أنها تحاول أن تبدو أكثر جاذبية. . بالإضافة إلى ذلك، أثبتت العديد من الدراسات أن النساء تميل إلى شراء المزيد من المنتجات ذات الصلة بتعزيز مظهرها، أو ملابس أو أحذية جذابة، أو إكسسوارات، خلال النافذة الخصبة.

### النشاط واستهلاك الغذاء
وجدت واحدة من أوائل الدراسات التي أجريت على نوبات التبويض أن الفئران المختبرية تميل إلى الركض على عجلات تمرينات أكثر خلال نافذتها الخصبة. أظهرت الأبحاث اللاحقة أن مجموعة متنوعة من الأنواع تواجه زيادة في وتيرة النشاط العفوي والسلوك الحركي أثناء الشبق. أظهرت بعض الدراسات التي أجريت على البشر نمطًا مشابهًا: تمشي النساء خطوات أكثر، كما يحسبها عداد الخطى، خلال مرحلة الخصوبة العالية لدورتهن. ومع ذلك؛ لم تجد البحوث الأخرى أي اختلاف في أنماط الحركة عبر دورة التبويض، والعديد من الدراسات حول النشاط عبر الدورة لها أحجام صغيرة من العينات ومنهجيات مختلفة اختلافًا كبيرًا، مما يجعل من الصعب استخلاص استنتاجات نهائية. على الرغم من الزيادة المحتملة في النشاط، فقد وجدت العديد من الدراسات أن النساء يستهلكن سعرات حرارية أقل خلال مرحلتهن الخصبة. اقترح بعض الباحثين أن هذه التغييرات في النشاط واستهلاك الطعام قد تشير إلى أنهن خلال الشبق، يتم تحفيز النساء على تركيز المزيد من طاقاتهن على السلوكيات المرتبطة بالتزاوج مثل الخروج لمقابلة رفقائهم المحتملين الجدد، بدلاً من السلوكيات المرتبطة بالبقاء على قيد الحياة مثل البحث عن الطعام.

### المخاطرة وتجنب زواج الأقارب
على الرغم من أن غالبية الأبحاث حول فرضية التحول الإباضي تشير إلى أن النساء يحاولن باستمرار البحث عن الرجال وجذبهم خلال ذروة الخصوبة، فقد أظهرت بعض الدراسات أن النساء ذوات الخصوبة العالية يتجنبن استراتيجياً نوعين محددين من حالات التزاوج: الاغتصاب وسفاح المحارم. أظهرت العديد من الدراسات أن النساء في ذروة الخصوبة أكثر عرضة لتفادي المواقف الخطرة حيث قد يكون الاعتداء الجنسي أكثر احتمالًا. وقد جادل الباحثون بأن الانتقاء الطبيعي كان ينبغي أن يصمم النساء ليكونن حذرات بشكل خاص من الاغتصاب أثناء النافذة الخصبة، لأن النساء لن يكون بمقدورهن اختيار الصفات الوراثية التي يفضلنها لنسلهن بشكل انتقائي، وأن الرجل المستعد للانخراط في الاغتصاب قد يمتلك في الواقع بعض الجينات غير المواتية. قد تتجنب النساء زنا المحارم بشكل انتقائي، وهو موقف آخر يمكن أن تنتقل فيه جينات ضارة إلى نسلها. وجدت الدراسات أن الإناث من الأنواع الأخرى تميل إلى تجنب أقارب الذكور خلال النافذة الخصبة،  وأظهرت إحدى الدراسات نتيجة مماثلة للإنسان: أن النساء يتجنبن التحدث إلى آبائهن عندما يبلغن ذروة الخصوبة.

### القدرة التنافسية مع النساء الأخريات
أشارت بعض الدراسات إلى أن النساء ينخرطن في سلوكيات أكثر تنافسية مع نساء أخريات عندما يكونن في خصوبة عالية. خلال النافذة الخصبة، فإن النساء اللائي لا يستخدمن موانع الحمل الهرمونية يرفعن تقاريرهن عن شعورهن بالتنافسية داخل الجنس، ويصفن النساء الأخريات بأنهن أقل جاذبية، ويستخدمن مصطلحات أكثر بعدا عن الإنسانية عندما يتحدثن عن النساء، ولكن ليس الرجال. تزداد خيارات النساء أيضًا لشراء ملابس أكثر جاذبية أو كاشفة ذات خصوبة عالية عندما يتم عرضهن صورة لامرأة جذابة، ولكن ليس صور الرجال أو النساء غير الجذابات، مما يشير إلى أنه قد لا يتم اختيار الملابس لجذب الرجال، بل عرض تنافسي للنساء الأخريات. بالإضافة إلى ذلك، استخدمت بعض الدراسات الألعاب الاقتصادية لإظهار أن النساء أقل عرضة لتقاسم الموارد أو الانخراط في مساومة تعاونية مع نساء أخريات خلال النافذة الخصبة.

## التعرف علي حدوث التبويض
هناك أدلة في الأبحاث ذات الصلة على أن كل من الرجال والنساء يمكن أن يكتشفوا دون وعي إشارات لخصوبة المرأة التي تتغير عبر دورة التبويض. اقترح بعض الباحثين أن الانتقاء الطبيعي يدفع النساء للإشارة إلى خصوبتهن من أجل جذب رفيق. ومع ذلك، فقد اقترح باحثون آخرون أن النساء تطورت لإخفاء الإباضة ولكنهم ما زالوا يسربون إشارات خفية لخصوبتهم، وتطور الرجال للكشف عن هذه الإشارة.

### بقشيش الراقصات
إحدى الدراسات الحديثة الأولى لاستكشاف ما إذا كانت النساء قد أخفين حقًا الإباضة قد استخدمت مهمة بسيطة: تسجل مقدار البقشيش الذي تتلاقاه راقصات في اللفة الاحترافية من دورة الإباضة. وجدت الدراسة أن النساء اللائي لا يستخدمن موانع الحمل الهرمونية يكسبن الكثير من المال في الأيام التي كن فيها أكثر خصوبة، مقارنة بالأيام الأخرى في الدورة. يقترح الباحثون أن النساء قد يكونن أكثر جاذبية للرجال خلال النافذة الخصبة، مشيرين إلى أن النساء يمتلكن مرحلة شبق وأن الإباضة لديهن غير مخفية تمامًا.

### رائحة الجسد
تنتج العديد من الفيرومونات أثناء الشبق، أو روائح الجسم التي تشير إلى الرفقاء المحتملين أن أحدهم في المرحلة الخصبة. على الرغم من عدم تحديد الفيرومونات البشرية المحددة، إلا أن هناك أدلة على أن البشر قد يظهر عليهم تغيرات في الرائحة مماثلة للخصوبة العالية. تم تصنيف روائح الجسم لدى النساء ذوات الخصوبة العالية اللائي لا يستخدمن وسائل منع الحمل الهرمونية أكثر جاذبية من قبل كل من الرجال والنساء. تُصنَّف أيضًا الروائح المهبلية من النساء ذوات الخصوبة العالية على أنها أكثر جاذبية من الروائح من نفس النساء ذوات الخصوبة المنخفضة. بالإضافة إلى ذلك، أظهرت بعض الدراسات أن الرجال الذين يتعرضون لرائحة جسم عالية الخصوبة لدى النساء يظهرون زيادة في هرمون التستوستيرون،  وهي ميزة مرتبطة بدافع التزاوج، على الرغم من أن دراسات أخرى فشلت في الحصول علي تكرار هذا التأثير.

### الجاذبية البدنية
وجد الباحثون أن الرجال والنساء على حد سواء يقولون أن الخصائص الجسدية للمرأة ذات الخصوبة العالية أكثر جاذبية مقارنةً بالخصوبة المنخفضة. اتضح أن جاذبية الوجه تزداد لدى نساء المرحلة الخصبة. تم افتراض أن هذا التحول قد يكون بسبب تغيرات طفيفة في تناسق الأنسجة الرخوة التي تزداد خلال الخصوبة العالية.

### نغمة الصوت
وجدت الدراسات أن نساء المرحلة الخصبة يتحدثن بصوت أعلى قليلاً. يتم تصنيف تسجيلات أصوات النساء في المرحلة الخصبة من قبل كل من الرجال والنساء، على أنها أكثر جاذبية من تسجيلات نفس النساء خلال فترة الخصوبة المنخفضة. ومع ذلك، فإن تأثير نغمة الصوت صغير نسبيًا مقارنة بالإشارات الأخرى للإباضة.

### غيرة الشريك
وقد وجدت العديد من الدراسات أن الرجال في العلاقة يميلون إلى أن يكونوا أكثر حماية وامتلاكًا لشريكتهم عندما تكون في ذروة الخصوبة، وكذلك يشعرون بالغيرة أكثر. أثبتت إحدى الدراسات أيضًا أنه بعد التفاعل مع شريكهم خلال المرحلة الخصبة، أظهر الرجال صورة لرجل جذاب يحمل زيادة في هرمون التستوستيرون، والذي قد يكون استجابة تنافسية.

## آثار وسائل منع الحمل الهرمونية
نظرًا لأنه قد تم اقتراح أن تكون التغييرات في مستويات الهرمونات عبر دورة التبويض هي الآليات الأساسية التي تسبب تحولات الدورة، فقد كشفت بعض الدراسات تأثير وسائل منع الحمل الهرمونية، مثل حبوب منع الحمل، على نوبات دورة المرأة وقدرة الآخرين على اكتشاف التبويض.
ذكرت معظم الدراسات أن موانع الحمل الهرمونية تضعف أو تقضي على نوبات الدورة بالكامل. وقد اقترح أن الهرمونات الاصطناعية الموجودة في وسائل منع الحمل الهرمونية التي تكبت الإباضة تقوم أيضًا بقمع التغييرات المعرفية والسلوكية اللاحقة الموجودة في النساء اللائي يحدث لهن تبويض بشكل طبيعي. وخلصت دراسات أخرى إلى أن التغيرات في الهرمونات الاصطناعية تنتج نوبات دورة مماثلة للتأثيرات الناتجة عن التغيرات الهرمونية الحقيقية لدى النساء اللائي يحصلن علي تبويض بشكل طبيعي. الآثار الدقيقة لكل هرمون على تحولات الدورة، وتأثيرات كل هرمون اصطناعي موجود في أنواع مختلفة من وسائل منع الحمل، ليست مفهومة جيدًا.

## الفرضيات البديلة

### أثناء الدورة مقابل أثناء التبويض
بينما تقترح فرضية التحول الإباضي حدوث تغييرات تكيفية في الإدراك والسلوك المتعلقين بالتزاوج داخل كل دورة إباضة، فقد افترض بعض الباحثين نظرية تحول بين الدورة. كثير من النساء يتعرضن لدورات إباضة منتظمة، أو دورات غير خصبة حيث لا يحدث الإباضة، وبالتالي فإن التغيرات الهرمونية بين دورات الإباضة قد تكون مؤشرا أكثر موثوقية على الخصوبة الحقيقية، لأن المستويات الأعلى للإستراديول من المرجح أن تنتج دورة إباضة خصبة. وهكذا، اقترح بعض الباحثين أن التغيرات الهرمونية بين الدورات، في المقام الأول في مستويات استراديول مرتفعة، هي المسؤولة عن التغييرات في الإدراك والسلوك المرتبطة التزاوج. قد تكون التحولات خلال الدورة مجرد نتاج ثانوي للتحولات أثناء الدورات الناجمة عن الاستراديول المرتفع.

### تحليلات
تم إجراء تحليل تلوي واحد وعدة مراجعات على كل من البيانات المنشورة وغير المنشورة التي تدعم ادعاء فرضية التحول الإباضي بأن النساء يختبرن تغييرات في تفضيلات الانجذاب في الخصوبة العالية. ومع ذلك، خلص تحليل تلوي آخر وتعليق لاحق إلى أن التأثير ليس كبيرًا في الواقع وقد يكون نتيجة لبعض الدراسات التي تستخدم قياسات غير دقيقة عندما تكون المرأة في نافذة الخصوبة، وكذلك تحيز النشر. قام مؤلفو التحليل التلوي السابق بنشر تحليل قيمة احتمالية، وهو اختبار إحصائي يدعم الادعاء بأن التأثيرات ليست نتيجة لتحيز النشر، واستنتج أن المنهجية المستخدمة في التحليل التلوي الأخير دفعت المؤلفين للتغاضي عن التأثيرات القوية في نوبات الدورة.